# NGC 331
NGC 331 (również PGC 2759) – galaktyka spiralna (Sa), znajdująca się w gwiazdozbiorze Wieloryba w odległości 330 milionów lat świetlnych.
Odkrył ją Francis Leavenworth w 1886 roku. Identyfikacja obiektu nie jest jednak pewna, gdyż w pozycji podanej przez Leavenwortha nie ma żadnej galaktyki, zaś w pobliżu znajdują się dwie galaktyki, które mogłyby pasować do opisu odkrywcy, stąd część źródeł (np. baza SIMBAD) za NGC 331 uznaje tę drugą, noszącą alternatywne oznaczenie PGC 3406, jednak jest to opcja mniej prawdopodobna.